# Alpeggio

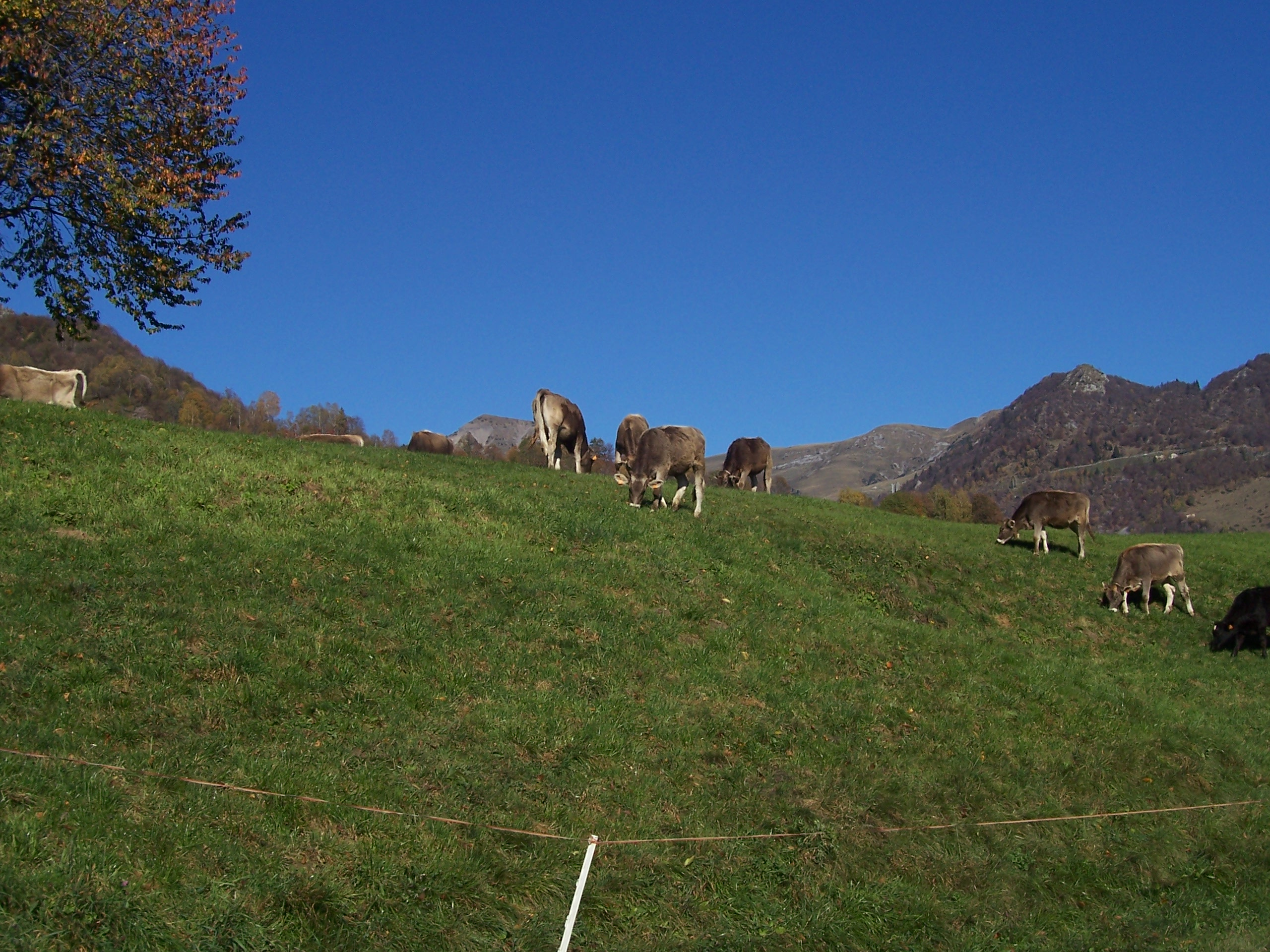
Bovini al pascolo presso Vedeseta in provincia di Bergamo

L'alpeggio è l'attività agro-zootecnica che si svolge in montagna durante i mesi estivi; con il termine malga o alpe si fa riferimento invece all'insieme dei fattori produttivi fissi e mobili in cui avviene l'attività di monticazione, cioè l'inizio della transumanza: fabbricati, terreni, attrezzature, animali, lavorazione del latte prodotto.

## Descrizione
In Italia si svolge tra un'altitudine minima di 600 m s.l.m. e una massima di 2500-2700, inizia con la monticazione, cioè la salita sull'alpe, che avviene tra la fine di maggio e la metà di giugno e termina con la demonticazione, cioè la ridiscesa in pianura che avviene a fine settembre. L'alpeggio passa attraverso varie fasi (tramuti) che si identificano con pascolo e strutture poste a diversa altezza sulla stessa montagna (come ad esempio i maggenghi).
Può avere forme economico-organizzative diverse in base all'organizzazione amministrativa (privata, cooperativa, pubblica di tipo comunale, provinciale o statale, ecc.) e al sistema di conduzione (affitto, conduzione da parte di privati, cooperative, ecc.). Può distinguersi anche in base al tipo di bestiame ospitato: alpeggio per bovini (il più comune), per ovini, caprini, equini o per bestiame misto (compresi i suini e gli animali da cortile). Di solito i pascoli alpini e prealpini sono sfruttati prevalentemente da bovini (85% nel primo caso e circa 95% nel secondo) mentre quelli appenninici sono sfruttati esclusivamente dagli ovini. Per quel che riguarda le necessità animali, per l'intera durata dell'alpeggio occorrono 1,5-2 ettari per ogni bovino mentre un solo ettaro riesce a nutrire dai 4 ai 6 ovini.
Quando ben fatto porta notevoli vantaggi agli animali da un punto di vista alimentare (maggiore valore nutritivo che si riflette sia sulla salute che sulla qualità dei prodotti zootecnici), da quello dell'attività fisica (sviluppo della muscolatura, aumento dell'attività circolatoria, respiratoria e della capacità polmonare dovuta alla rarefazione dell'aria e al maggiore sforzo fisico) e da fattori ambientali (qualità dell'aria respirata e aumento delle radiazioni attive con benefici influssi su cute, pelo, attività ghiandolare e metabolismo).

## Diffusione passata e attuale

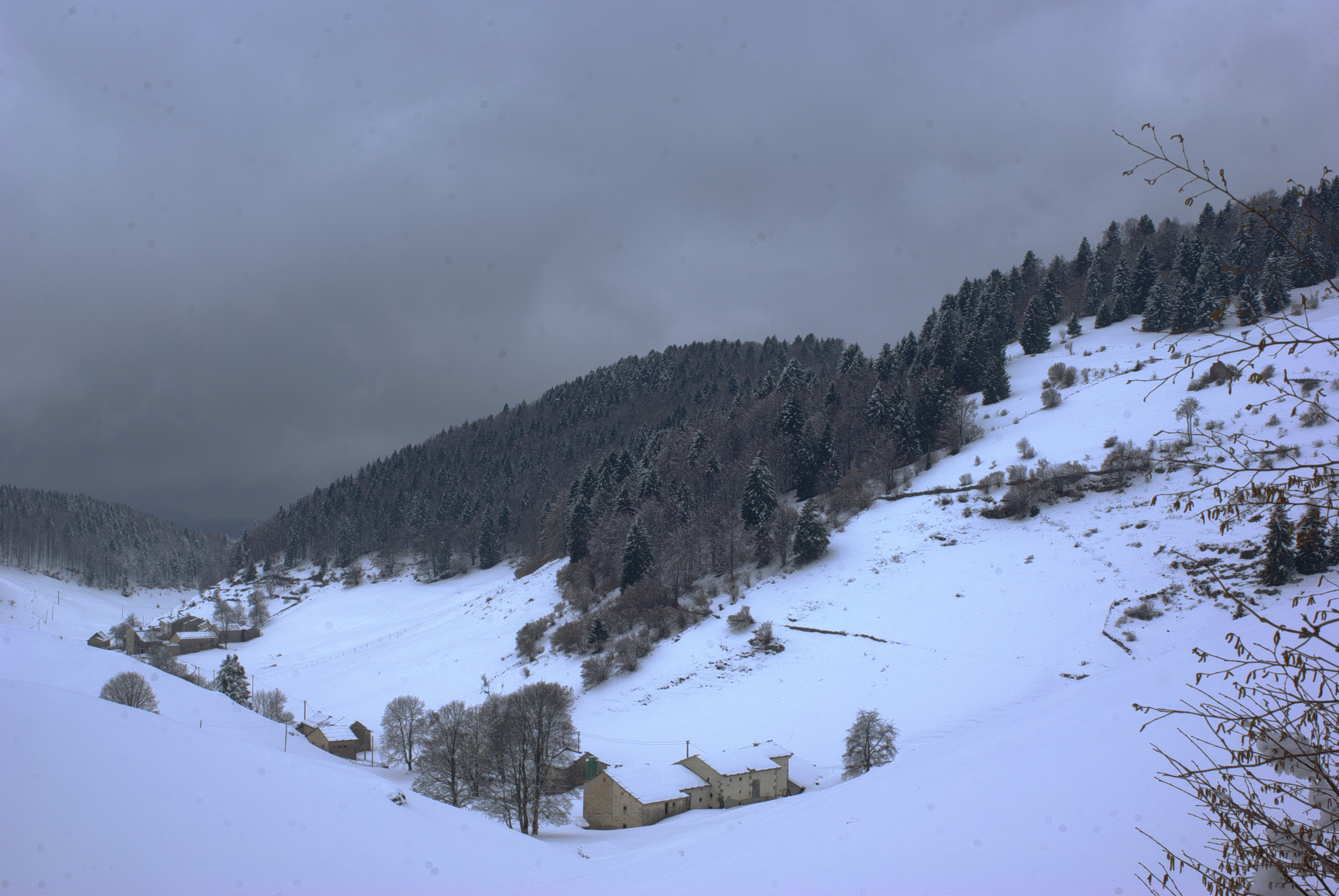
Alpeggio innevato sopra Tinazzo, presso Bosco Chiesanuova nel Parco naturale regionale della Lessinia nel 2013

Una ricerca archeologica di ANISA (Associazione per la ricerca alpina, arte rupestre e insediamenti nelle Alpi) ha constatato tracce di agricoltura alpina (pascoli) dell'età del bronzo, dal 1700 al 900 a.C., attorno al monte Dachstein (Austria), in particolare tramite un certo numero di datazioni al radiocarbonio e AMS. Tali alpeggi, dal tipico microclima, furono stabiliti su antichi prati, con fossati, al di sopra del limite del bosco, tra 1500 e 2100 m. Alcuni dei resti di capanne sono ancora riconoscibili dai cerchi di pietra attorno ai pali che servivano da fondamenta. Di tale periodo finora sono stati individuati 28 pascoli alpini, i quali servivano a fornire cibo per la manodopera impegnata nelle miniere di sale attorno a Hallstatt. Senza il supporto dell'agricoltura alpina non sarebbe stata possibile l'estrazione mineraria, dall'era preistorica fino all'età del bronzo, in tutta la zona alpina.
Il 22 giugno del 999 d.C. l'Arcivescovo di Milano Arnulfo cede a Lanfredo abate della badia di S. Graciniano di Arona quattro «alpicelle», vocabolo da intendersi alpeggi per il pascolo estivo, che comprendevano la testata della valle ai piedi del monte Rosa territorio sul quale poi sorse Macugnaga oggi importante centro turistico (pergamena conservata presso l'Archivio di Stato di Torino). 
In particolare, nelle Alpi Orobie nord-est — segnatamente nei Comuni di Teglio (SO), Corteno (BS) e Santìcolo (BS), ai quali si riferisce un approfondito studio recente dal titolo Le malghe ritrovate — l'attività estiva dell'alpeggio era assai diffusa già centinaia di anni fa. Ne fa fede un documento-sentenza del 1533, dal titolo Transazione 1533, che cerca di mettere ordine nelle feroci dispute sui pascoli di tali Comuni confinanti.
La pratica dell'alpeggio ha nei secoli passati influenzato profondamente la geografia amministrativa di varie aree montuose; ad esempio l'alta Valsessera è tuttora divisa tra i territori comunali dei centri del Biellese centrale i cui allevatori tradizionalmente sfruttano gli alpeggi della valle. La pratica dell'alpeggio vive tuttora, in particolar modo nelle aree del Trentino-Alto Adige e della Valle d'Aosta. Le malghe presenti sull'Altopiano dei Sette Comuni sono oltre 100 (87 nelle sole Unione montana Spettabile Reggenza dei Sette Comuni, unione montana Marosticense e unione montana Astico) e costituiscono per estensione e per numero il più importante sistema d'alpeggio dell'intero arco alpino.
Nella "piccola" valle del Primiero fino all'inizio del secondo dopoguerra c'erano ben 70 malghe che producevano il rinomato botìro di malga (burro di malga), che veniva esportato a dorso di mulo fino a Venezia. In Cadore gli alpeggi sono di proprietà regoliera.
Un grande esempio della risalita a tappe delle montagne è costituita dal Monte Baldo, in particolare la zona dei comuni di Brenzone e San Zeno di Montagna. Qui il bestiame (vacche e vitelli) viene fatto risalire dopo aver pascolato nell'oliveto (ovviamente dopo la raccolta del frutto) della riviera gardesana lungo le valli che portano al Baldo, passando prima dai casolari di bassa quota (chiamati in genere "cà"), alle baite nelle valli (800-900 m), alle malghe basse (1000-1400 m) alle maghe alte (1400 -2000 m), nelle quali viene posta la maggior parte del bestiame, e infine alle baite d'alta quota (oltre i 2000 m) poste su piccoli prati.

## Tipo di alpeggio

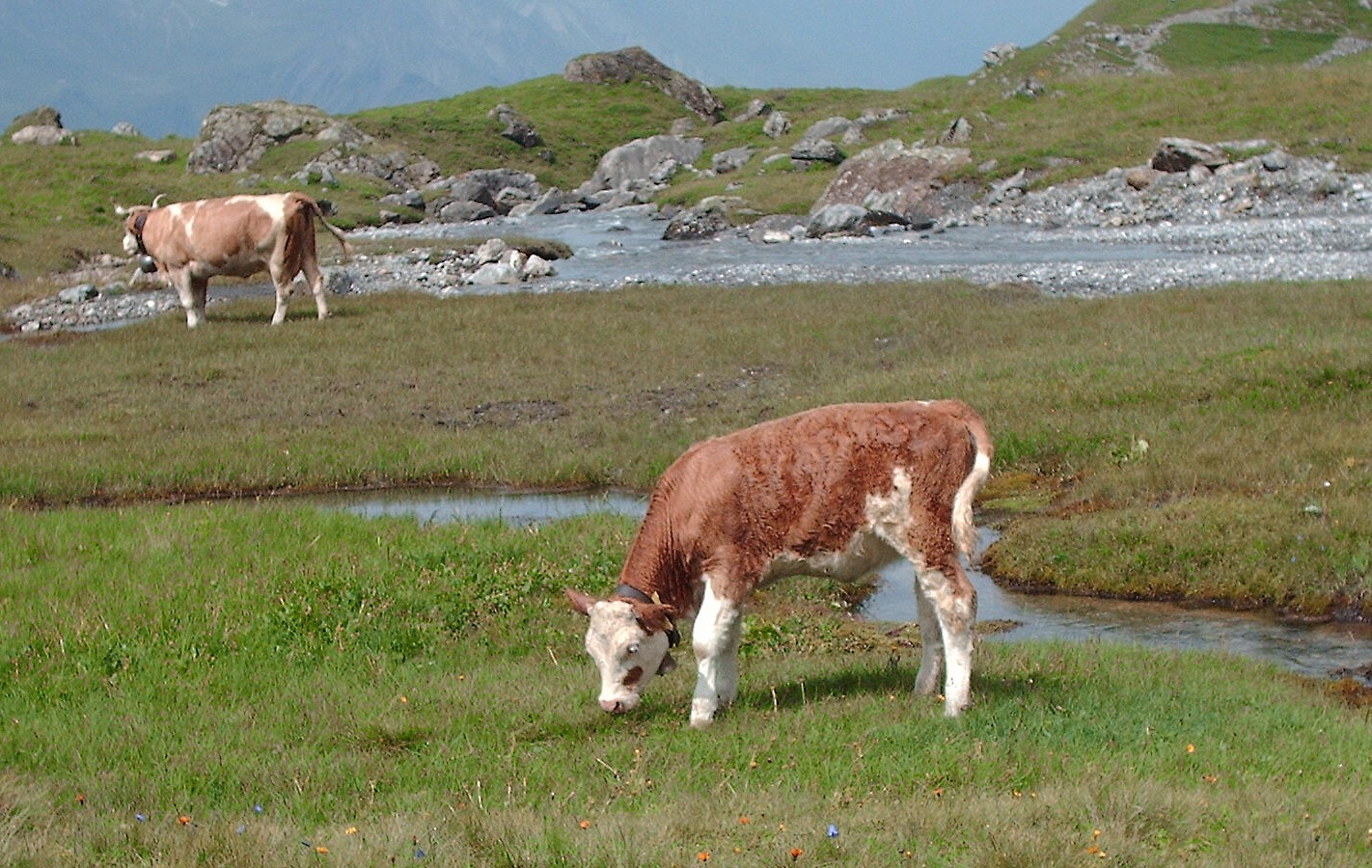
Mandria al pascolo in altura

In genere nel periodo della monticazione avviene il passaggio del bestiame in diverse strutture d'alta quota.
- dalla partenza in valle si sale fino ai "casolari", ovvero delle stalle con poco pascolo poste dai 700 ai 1000 metri, anche sotto negli altopiani
- dai casolari avviene la salita nelle "malghe di bassa quota", poste tra i 900 e i 1300 metri con un pascolo sufficiente a contenere tutta la mandria.
- ora, gli esemplari giovani e adulti, vengono fatti salire ancora fino alle malghe di alta quota (1400-1900 m) e alle baite (in genere oltre i 1900-2000 metri)
- durante l'alpeggio gli animali sono suddivisi tra le malghe di bassa quota, quelle di alta quota, e le baite. Ogni montagna adibita all'alpeggio, in genere conserva queste tappe di risalita, dai prati dei casolari, alle radure delle malghe e al pascolo alpino delle baite.

Oltre gli alpeggi si trovano in genere le rupi alpestri dove troviamo le capre. L'effetto positivo del pascolo si esplicita nel fatto che le deiezioni bovine (letame o liquami) possono fornire inoltre molti macro e microelementi per la coltivazione dei terreni agricoli, in primis azoto, utile per la crescita delle piante.
L'alpeggio rappresenta una pratica vantaggiosa per molti aspetti: in primis per l'animale, in quanto esso stesso sottoposto ad attività fisica, migliora il suo sistema circolatorio e respiratorio e incrementa anche lo sviluppo della muscolatura. Queste condizioni, conseguentemente, permettono un ampio valore nutritivo che ottimizza la qualità dei prodotti zootecnici.

## Impatti ambientali
La Direttiva Habitat riconosce come habitat minacciati di scomparire per l'abbandono delle pratiche di allevamento tradizionali diversi tipi di praterie (62-64-65), in particolare 6210 Formazioni erbose secche seminaturali habitat prioritario minacciato, 6510 Praterie magre da fieno a bassa altitudine e 6520 Praterie montane da fieno.